# Vương Túc (Bắc Ngụy)
Vương Túc (chữ Hán: 王肃, 464 - 501), tên tự là Cung Ý, người Lâm Nghi, Lang Tà , đại thần, tướng lĩnh, ngoại thích nhà Bắc Ngụy.

## Thân thế
Vương Túc là hậu duệ của thừa tướng Vương Đạo nhà Đông Tấn. Phả hệ từ Vương Đạo đến Vương Túc như sau: Vương Đạo → Vương Thiệu → Vương Mục → Vương Tăng Lãng → Vương Túy → Vương Hoán → Vương Túc.
Vương Túc từ nhỏ khéo biện luận, thông hiểu kinh sử, rất có chí lớn. Ông tự nhận là tuy giỏi "Lễ", "Dịch",… nhưng vẫn chưa nắm hết đại nghĩa của những sách này. Túc từng trải qua các chức vụ Tác lang, Thái tử xá nhân, Tư đồ chủ bộ, Bí thư thừa… của nhà Nam Tề.
Năm Thái Hòa thứ 17 (493) nhà Bắc Ngụy, cha là Thượng thư tả bộc xạ, Ung Châu thứ sử Vương Hoán và các anh em của Túc bị Tề Vũ đế Tiêu Trách giết hại, ông từ Kiến Khang trốn thoát sang miền bắc.

## Trốn sang miền bắc
Khi ấy, cuộc Hán hóa của nhà Bắc Ngụy vẫn còn sơ khai, Hiếu Văn đế Nguyên Hoành đang ở Nghiệp, nghe tin có con cháu họ Vương ở Lang Tà đến hàng, lập tức cho vào gặp. Ông tuy tâm tình xúc động nhưng lời lẽ rõ ràng, đối đáp theo lễ, khiến cho Hiếu Văn đế rất lấy làm thương xót. Đề cập đến đạo trị nước, Túc bàn luận cứng cỏi, diễn tả sống động, Hiếu Văn đế ngồi nghe mê mệt đến nỗi cả người mỏi nhừ.
Từ đây ông được đãi ngộ rất hậu, luôn được Đế giữ bên cạnh, trò chuyện đến trời tối không nghỉ. Túc rành rẽ việc xưa, lại dốc lòng trung thành, không chỗ nào giấu giếm, tự cho là vua tôi gặp gỡ cũng như Huyền Đức có được Khổng Minh. Theo Ngụy thư, Bắc sử, lễ nghi của triều đình Bắc Ngụy đều là nhờ ông mà được hoàn thiện. Trần Dần Khác, Tùy Đường chế độ uyên nguyên lược luận cảo nhận xét Vương Túc là viễn tổ của lễ chế Tùy, Đường.
Túc được làm Phụ quốc tướng quân, Đại tướng quân trưởng sử, ban tước Khai Dương bá; cố từ chối tước Bá, Đế đồng ý.

## Tham gia chiến tranh Nam Tề-Bắc Ngụy
Triều đình có chiếu sai Túc thảo phạt Nghĩa Dương của Tề. Ông được tạm giữ cờ tiết (Giả tiết), coi việc (Hành) Bình nam tướng quân. Túc đến Nghĩa Dương, nhiều lần phá được quân Tề, thu hàng vạn người. Hiếu Văn đế sai Tán kỵ thị lang đến úy lạo, luận công cho ông tiến hiệu Bình nam tướng quân, ban 1 thớt tuấn mã, chức Trì tiết, Đô đốc Dự, Vi, Đông Dĩnh 3 châu chư quân sự, tướng quân như cũ, Dự Châu thứ sử, Dương Châu đại trung chánh. Túc giỏi vỗ về, được tiếng là giỏi cai trị.
Túc có công phá tướng Tề là Bùi Thúc Nghiệp, được tiến hiệu Trấn nam tướng quân, gia Đô đốc Dự, Nam Duyện, Đông Kinh, Đông Dự 4 châu chư quân sự, phong Nhữ Dương huyện Khai quốc tử, thực ấp 300 hộ, Trì tiết, Trung chánh, Thứ sử như cũ. Ông nhiều lần dâng biểu từ chối, Đế không cho, ban thêm 1 bộ nhạc Cổ xuy. Năm thứ 22 (498), quân Ngụy chiếm được Hán Dương, bắt được Phụ quốc tướng quân Hoàng Dao Khởi của nhà Nam Tề, có chiếu đem Dao Khởi giao cho Túc; bởi năm xưa Hoàng Dao Khởi chính là người đã giết Vương Hoán, cha của Túc!
Hiếu Văn đế cất quân đánh Hoài Bắc, sai Túc tấn công Nghĩa Dương, chưa hạ được. Tướng Tề là Bùi Thúc Nghiệp cướp Qua Dương, bọn Lưu Tảo đi cứu, bị Thúc Nghiệp đánh bại. Túc dâng biểu xin đi cứu, Đế cho rằng không nên. Ông giải vây cho Nghĩa Dương, đến được Qua Dương thì Thúc Nghiệp đã lui quân. Luận tội thua trận, Túc bị truất làm Bình nam tướng quân, Trung chánh, Thứ sử như cũ.
Hiếu Văn đế mất, có chiếu cho Túc làm Thượng thư lệnh, cùng bọn Hàm Dương vương Hi cùng làm Tể phụ, triệu ông đến gặp xa giá ở Lỗ Dương. Trên đường về kinh thành, Túc am hiểu lễ nghi, lo liệu tang sự chu đáo, bọn Hàm Dương vương Hi đều kính trọng và gần gũi ông, chỉ có Nhiệm Thành vương Trừng là tỏ ra đố kỵ.
Có chiếu cho Túc cưới Trần Lưu trưởng công chúa, vốn là Bành Thành công chúa, vợ của con trai Lưu Sưởng; cho 20 vạn tiền, 3000 xúc lụa.
Bùi Thúc Nghiệp đem Thọ Xuân xin nội phụ, triều đình bái Túc làm Sứ trì tiết, Đô đốc Giang Tây chư quân sự, Xa kị tướng quân, cùng Phiếu kị đại tướng quân, Bành Thành vương Hiệp soái 10 vạn bộ kị thập vạn đi lấy. Dự Châu thứ sử Tiêu Ý nhà Nam Tề soái 3 vạn quân đóng ở Tiểu Hiện, Giao Châu thứ sử Lý Thúc Hiến đóng ở Hợp Phì, muốn giành lại Thọ Xuân. Ý sai bọn Hồ Tùng, Lý Cư Sĩ lĩnh hơn vạn quân đóng ở Tử Hổ. Túc tiến quân tấn công, đại phá quân Tề, bắt được tướng Tề là bọn Kiều Mân, chém đầu mấy ngàn. Ông tiến đánh Hợp Phì, bắt sống Thúc Hiến, Tiêu Ý bỏ Tiểu Hiện mà chạy. Túc về kinh sư, Tuyên Vũ đế ở Đông Đường gọi đến mà úy lạo, lại hỏi thăm tin tức ở Giang Tả. Ông trình lên tình hình động loạn ở Nam Tề. Do Túc nhiều lần thắng trận ở Hoài Nam, thưởng 4750 xúc lụa, tiến vị Khai phủ nghi đồng tam tư, phong Xương Quốc huyện Khai quốc hầu, thực ấp 800 hộ, còn lại như cũ. Ít lâu sau lấy Túc làm Tán kỵ thường thị, Đô đốc Hoài Nam chư quân sự, Dương Châu thứ sử, Trì tiết, quan chức như cũ.
Năm Cảnh Minh thứ 2 (501), ông mất ở Thọ Xuân, được 38 tuổi. Tuyên Vũ đế cử ai, cấp Đông Viên bí khí, 1 bộ triều phục, 30 vạn tiền, 1000 xúc lụa, 500 xúc vải, 300 cân nến, còn cho xem bói tìm nơi chôn cất, sai 1 viên Thị ngự sử đến giám hộ tang sự; tặng Thị trung, Tư không công, quan chức như cũ; thụy là Tuyên Giản. Đầu đời Hiếu Minh đế, có chiếu dựng bia ghi nhớ Vương Túc.

## Gia đình
Sau khi đến Bắc Ngụy, Túc cưới Trần Lưu trưởng công chúa. Khi còn ở Nam Tề, cũng như nhiều thế hệ trước của sĩ tộc họ Vương ở Lang Tà, ông lấy vợ là Tạ Trang Chi của sĩ tộc họ Tạ ở Trần Quận. Về sau Tạ Trang Chi dắt theo con gái là Vương Phổ Hiền, con trai là Vương Thiệu sang miền bắc tìm chồng.
Vương Phổ Hiền trở thành phi tử của Tuyên Vũ đế, phong Quý Hoa phu nhân. Vương Thiệu được kế tự. Ngày nay bia mộ của họ vẫn được lưu giữ nguyên vẹn.